# Lora pavlova
Lora pavlova är en snäckart. Lora pavlova ingår i släktet Lora och familjen Turridae. Inga underarter finns listade i Catalogue of Life.